# ديفيد رودريغيز سانتشيز
ديفيد رودريغيز سانتشيز (بالإسبانية: David Rodríguez Sánchez)‏ (مواليد 14 فبراير 1986 في طلبيرة - إسبانيا) لاعب كرة قدم إسباني يلعب حاليا لصالح نادي الدرجة الأولى ألمرية الإسباني منذ 2008 في مركز المهاجم .

## روابط خارجية
- ديفيد رودريغيز سانتشيز على موقع الاتحاد الدولي (مؤرشف)  (الإنجليزية)
- ديفيد رودريغيز سانتشيز على موقع الاتحاد الأوربي (الإنجليزية)
- ديفيد رودريغيز سانتشيز على موقع قاعدة بيانات كرة القدم.إي يو (الإنجليزية)
- ديفيد رودريغيز سانتشيز على موقع Soccerbase.com (لاعب) (الإنجليزية)
- ديفيد رودريغيز سانتشيز على موقع Soccerway.com (الإنجليزية)
- ديفيد رودريغيز سانتشيز على موقع AS.com (الإسبانية)